# Pediacus depressus
Pediacus depressus is een keversoort uit de familie platte schorskevers (Cucujidae). De wetenschappelijke naam van de soort werd in 1797 gepubliceerd door Johann Friedrich Wilhelm Herbst.